# Jenyiszejszki helytörténeti múzeum
A Jenyiszejszki helytörténeti múzeum (orosz nyelven: Енисейский краеведческий музей) Oroszország Krasznojarszki határterületén, Jenyiszejszk városban működő, 1883-ban alapított kulturális létesítmény. Gyűjteményei a város és a Középső-Jenyiszej mellékének természeti világára és történetére vonatkozó több mint 55 ezer tárgyat és dokumentumot tartalmaznak.	 

## Története
A múzeumot Alekszandr Ignatyjevics Kitmanov botanikus, helytörténész és üzletember (1858-1910) hozta létre 1883-ban. A Szentpétervári Egyetem természettudományi szakán végzett 1881-ben, majd a Jenyiszej-menti régió természetének és történelmének kutatója lett. Saját és a városlakók adományaiból jött létre a múzeum, melyet húsz éven át vezetett, végezte és irányította a gyűjtőmunkát, előadásokat tartott a női és a férfi gimnáziumban a múzeumi anyagok bemutatásával.
1906-ban a létesítmény a városi magisztrátus épületébe költözött. 1913-ban Fridtjof Nansen norvég sarkkutató Jenyiszejszket is felkereste és útja során megtekintette a múzeum néprajzi gyűjteményét. A polgárháború idején a gyűjtemények jelentős része eltűnt, de a Kitmanov által összeállított néprajzi gyűjtemény megmaradt. 1920-tól elvégezték a megmaradt anyag leltározását és 1922 végén megnyitották a múzeumot a látogatók előtt.
1985 után megkezdődött a kultúra, és különösen a múzeumok központi irányítási rendszerének lebontása. 1991-től az intézmény I. P. Zaharov jenyiszejszki kereskedő egykori kúriájában működik, ahová 1987-től fokozatosan helyezte át gyűjteményeit, majd kiállításait. A ház 1898-ban épült eklektikus „tégla stílus”-ban. 2016-os felújítása után a gyűjtemények visszakerültek az egykori kúria termeibe. 
2013-tól történeti kutatásokat végeztek a városban, a munka eredményeként a múzeum állománya újabb, a 17. század és a 20. század eleje közötti eseményeket felölelő tárgyi anyaggal bővült. 
Jenyiszejk 400. évfordulója alkalmából, 2019-ben nyitották meg „Jenyiszej múzeuma” elnevezésű állandó interaktív kiállítást. 2019 novemberében a múzeum a Krasznojarszki határterület központi regionális kulturális intézményének része lett.

## Gyűjteményei
A múzeum a térségben élő népek mindennapi életének és kultúrájának, hagyományos kézművességének, a szibériai aranybányászat születésének, a dekabristák jenyiszejszki száműzetésének emlékeit őrzi, illetve mutatja be.
Különleges értéket képvisel a Jenyiszej vidékéről gyűjtött néprajzi anyag. A múzeum egyedülálló gyűjteménnyel rendelkezik az északi őslakos ket nép mindennapi életének tárgyaiból. Ez a világ egyetlen ilyen, több mint 100 évvel ezelőtt keletkezett gyűjteménye. A kiállításon láthatók a ketek fából készült bálványai, a sámán rituális tevékenységének eszközei, háromméteres sátor nyírfakéregből, együléses csónak nyírfakéregből, bölcső-csónak nyírfakéregből, zelnicemeggy-fából font kosarak, nyírfakéregből készült edények, valamint ket íjak, melyeket a legjobbnak tartottak az északi népek.
A gyűjtemények Szibéria orosz „meghódításának,” az északi tengeri útvonal felfedezésének, a felfedező Szemjon Gyezsnyov életének, valamint a Jenyiszejszkből indult szibériai expedícióknak számos dokumentumát és tárgyi emlékét őrzik. A fotógyűjtemény a jenyiszejszki élet különböző időszakaiból származó fényképeket tartalmaz. Az intézmény birtokában van egy ismeretlen szerző 18. századi Jermak-portréja is. Összesen két ilyen portré létezik, a második a tobolszki múzeumban található.
A szibériai aranyláz időszakából való egy Amerikából beszerzett kotrógép, és erre a korra emlékeztet az aranymosók barakkjának makettje is, melyet A. V. Tyimirjova, Kolcsak felesége készített, aki száműzetését töltötte Jenyiszejszkben.